# Niphoparmena minima
Niphoparmena minima är en skalbaggsart som först beskrevs av Stefan von Breuning 1939.  Niphoparmena minima ingår i släktet Niphoparmena och familjen långhorningar.
Artens utbredningsområde är Kenya. Inga underarter finns listade i Catalogue of Life.